# Һ
Һ, һ は、キリル文字のひとつ。カザフ語、ウイグル語、バシキール語、ブリヤート語、オイラト語、タタール語、サハ語で使用されている。また、アゼルバイジャン語で使用されてきたが、ラテン文字への切り替えが行われている。文字の形・音価はラテン文字のHに近い。

## 呼称
- バシキール語: ハ(һа)
- Unicode名: CYRILLIC LETTER SHHA.

## 音素
[h]

## アルファベット上の位置
- カザフ語の第21字母。
- アゼルバイジャン語をキリル文字で表記する時の第30字母。
- タタール語をキリル文字で表記する時の第28字母。

## Һに関する諸事項
- アゼルバイジャン語は、1940年にラテン文字表記からキリル文字表記に改められた。1991年に、再びラテン文字の復活が決定され、2003年からキリル文字による表記は廃止された。（アゼルバイジャン語の項から趣意を抜粋）
- タタール語は、1939年にラテン文字表記からキリル文字表記に改められた。1999年に、再びラテン文字の復活が決定され、2001年から実行に移されたものの、ロシア連邦上院により「ロシアの言語はキリル文字である必要がある」と規定され移行は進んでいない（タタール語の項から趣意を抜粋）
- カザフ語では2025年までにラテン文字への移行を進めており、Хと区別せずにHと表記する方針にした。また、かつて中華人民共和国で使われていたラテン文字表記ではⱨ(hにディセンダーを付加した文字)であった。

## 符号位置
| 大文字 | Unicode | JIS X 0213 | 文字参照        | 小文字 | Unicode | JIS X 0213 | 文字参照        | 備考 |
| ------ | ------- | ---------- | --------------- | ------ | ------- | ---------- | --------------- | ---- |
| Һ      | U+04BA  | -          | &#x4BA; &#1210; | һ      | U+04BB  | -          | &#x4BB; &#1211; |      |